# Inquinamento marino causato dalla plastica

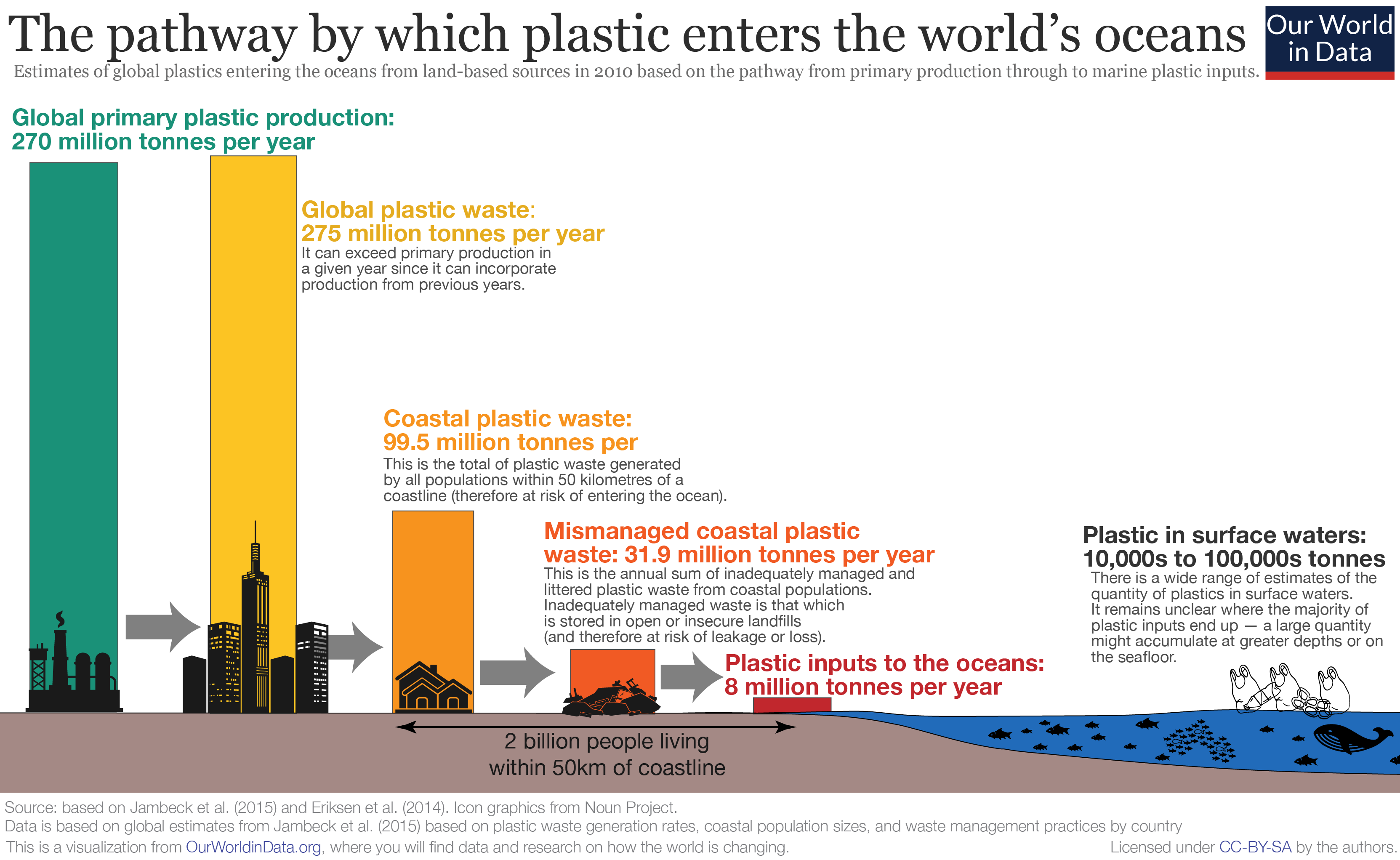
Il percorso attraverso il quale la plastica entra negli oceani del mondo

L'inquinamento marino causato dalla plastica è un tipo di inquinamento marino provocato da plastica di dimensioni variabili, da materiale di grandi dimensioni come bottiglie e sacchetti, fino a microplastiche e nanoplastiche formate dalla frammentazione di materiale plastico. L'80% dei rifiuti marini è costituito da plastica . Le microplastiche e le nanoplastiche derivano dalla scomposizione o dalla fotodegradazione dei rifiuti di plastica nelle acque superficiali, nei fiumi o negli oceani. Studi recenti hanno dimostrato che circa 3.000 tonnellate di nanoplastiche sono disperse nella neve che cade sulla Svizzera ogni anno.
Si stima che, alla fine del 2013, 86 milioni di tonnellate di rifiuti marini di plastica fosse dispersa negli oceani di tutto il mondo, ipotizzando che l'1,4% della plastica globale prodotta dal 1950 al 2013 sia entrata nell'oceano e vi si sia accumulata. Il consumo globale di plastica è stimato a 300 milioni di tonnellate all'anno a partire dal 2022, con circa 8 milioni di tonnellate che finiscono negli oceani come macroplastiche. Inoltre, circa 1,5 milioni di tonnellate di microplastiche primarie finiscono nei mari. I 98% di questo volume è creato da attività terrestri, mentre il restante 2% è generato da attività marittime. Si stima che ogni anno 19-23 milioni di tonnellate di plastica penetrino negli ecosistemi acquatici. La Conferenza oceanica delle Nazioni Unite del 2017 ha stimato che gli oceani potrebbero contenere più plastica che pesce entro il 2050.
Gli oceani sono inquinati da particelle di plastica di dimensioni variabili da grandi materiali come bottiglie e borse, fino a microplastiche formate dalla frammentazione del materiale plastico. Questo materiale si degrada nell'oceano in tempi molto lunghi, e le particelle, note per avere effetti deleteri sulla vita marina, si disperdono su tutta la superficie dell'oceano. La fauna marina è minacciata da intrappolamento, soffocamento e ingestione di materiali plastici. Tappi di bottiglia sono stati trovati nello stomaco di tartarughe e uccelli marini, morti a causa dell'ostruzione delle loro vie respiratorie e digestive.
Le reti da pesca, generalmente di plastica, possono essere abbandonate o perse nell'oceano dai pescatori. Queste, conosciute come "reti fantasma", intrappolano pesci, delfini, tartarughe marine, squali, dugonghi, uccelli marini, granchi e altri animali, fenomeno noto come "pesca fantasma", limitandone i movimenti e causando loro fame, ferite, infezioni e soffocamento.
I 10 maggiori emettitori di inquinamento oceanico da plastica nel mondo sono, in ordine decrescente di rifiuti prodotti, Cina, Indonesia, Filippine, Vietnam, Sri Lanka, Thailandia, Egitto, Malaysia, Nigeria e Bangladesh in gran parte attraverso i fiumi Yangtze, Indo, Giallo, Hai, Nilo, Gange, Perle, Amur, Niger e Mekong, e rappresentano "il 90 percento di tutta la plastica che raggiunge gli oceani del mondo". L'Asia è stata la principale fonte di rifiuti di plastica mal gestiti, con la sola Cina responsabile per 2,4 milioni di tonnellate.
Le materie plastiche non si biodegradano e pertanto tendono ad accumularsi. Anche se subiscono fotodegradazione per esposizione alla luce solare, l'acqua rallenta questo processo. Negli ambienti marini, la plastica fotodegradata si disintegra in pezzi sempre più piccoli. Quando queste particelle raggiungono le dimensioni dello zooplancton, le meduse tentano di consumarle e in questo modo la plastica entra nella catena alimentare degli oceani. La riduzione delle dimensioni delle particelle di plastica gli consente di depositarsi nei sedimenti marini profondi, con una quantità di plastica forse quattro volte maggiore che finisce nei sedimenti rispetto alle acque oceaniche superficiali.
Le soluzioni all'inquinamento marino da plastica devono comprendere cambiamenti nelle pratiche di produzione e imballaggio delle merci e la riduzione dell'utilizzo dei materiali plastici, in particolare quelli monouso o di breve vita. Esistono molti progetti mirati a ripulire gli oceani dalla plastica, tra cui l'intrappolamento di particelle di plastica alle foci dei fiumi prima e la pulizia dei vortici oceanici .

## Portata del problema

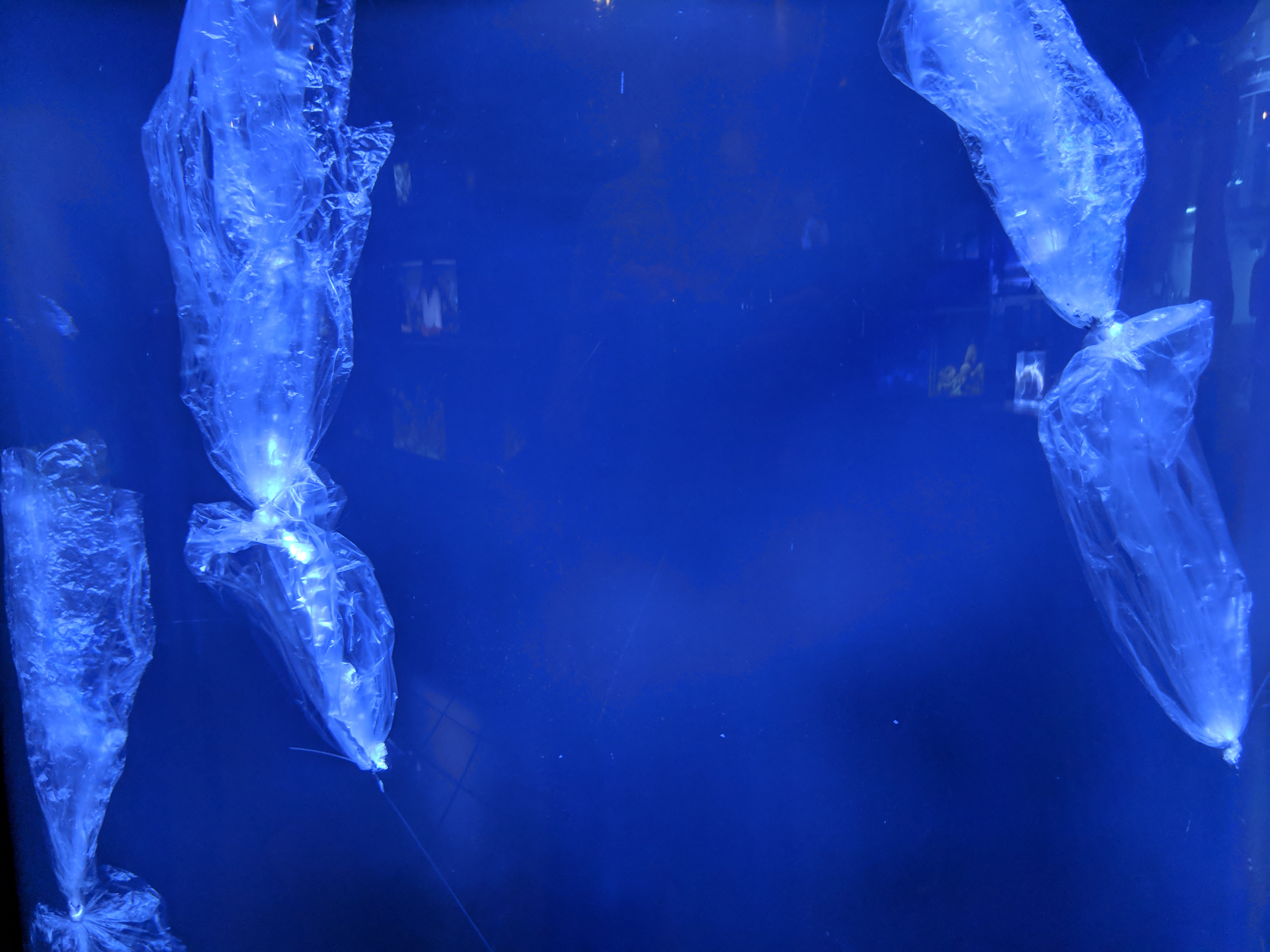
Sacchetti di plastica che sembrano meduse in una mostra al Mote Marine Laboratory.

L'inquinamento marino causato da sostanze plastiche è riconosciuto come un problema ambientale della massima entità. Ogni anno vengono prodotte oltre 300 milioni di tonnellate di plastica, metà delle quali viene utilizzata in prodotti monouso come bicchieri, sacchetti e imballaggi. Nel primo decennio del XXI secolo è stata prodotta più plastica di tutta quella prodotta precedentemente messa insieme. Fino al 90% di questa non viene riciclata e oltre 19-23 milioni di tonnellate di plastica penetrano ogni anno negli ecosistemi acquatici, di cui 8 milioni di tonnellate arrivano all'oceano ogni anno.  L'inquinamento da plastica costituisce l'80% di tutti i rifiuti marini dalle acque superficiali ai sedimenti di acque profonde. Si stima che ci siano da 15 a 51 trilioni di oggetti di plastica per un totale di circa 150 milioni di tonnellate di plastica in tutti gli oceani del mondo. Se continuasse l'andamento odierno, entro il 2050 la massa globale della plastica presente in mare supererebbe quella del pesce. Gli oceani sono i bacini più profondi ed estesi della Terra con una profondità media delle pianure abissali di circa 4 km sotto il livello del mare. La gravità e il dilavamento sposteranno e trasferiranno naturalmente i materiali dalla terra all'oceano, con l'oceano che diventerà il deposito finale. Una stima della produzione storica di plastica fornisce una cifra di 8.300 milioni di tonnellate metriche (Mt) per la produzione globale di plastica fino al 2015, di cui il 79% è stato accumulato nelle discariche o nell'ambiente naturale. Ogni anno circa 8 milioni di tonnellate di rifiuti di plastica finiscono negli oceani. Secondo l'ICUN, questo numero arriva invece a 14 milioni di tonnellate di plastica. L'inquinamento oceanico da plastica è ubiquitario, essendo diffuso nalle fosse oceaniche, all'interno dei sedimenti marini profondi, sul fondo dell'oceano e sulle creste oceaniche fino alla superficie e ai margini costieri degli oceani. Anche gli atolli delle isole remote possono avere spiagge cariche di plastica proveniente da una fonte lontana. Sulla superficie dell'oceano, i rifiuti di plastica vengono concentrati dalle correnti oceaniche all'interno di strutture circolari di grande estensione, chiamate vortici oceanici.
Le materie plastiche sono state sempre più prodotte grazie alle loro qualità flessibili, modellabili e durevoli, che le rendono utili in molteplici applicazioni. Le materie plastiche sono notevolmente resistenti ai processi di degradazione naturale. I processi oceanici, comprese le tempeste, l'azione delle onde, le correnti oceaniche, l'idratazione e l'esposizione della superficie ai processi di alterazione atmosferica (ad es. ossidazione) e alle radiazioni ultraviolette, tendono a rompere le particelle di plastica in dimensioni sempre più ridotte (con conseguente formazione di microplastica), piuttosto che digerire organicamente o alterare chimicamente le sostanze plastiche. Le stime del numero totale e del peso della plastica nei cinque maggiori vortici oceanici sono dell'ordine di 5,25 trilioni di particelle del peso di quasi 300.000 tonnellate. Poiché la plastica è leggera, gran parte di questo inquinamento si vede dentro e intorno alla superficie dell'oceano, ma i rifiuti e le particelle di plastica si trovano ora nella maggior parte degli habitat marini e terrestri, tra cui il mare profondo, i Grandi Laghi, le barriere coralline, le spiagge, i fiumi e gli estuari . Anche i canyon sottomarini sono importanti siti di accumulo, contribuendo al trasferimento di tali rifiuti nelle profondità marine.  La plastica fa oramai parte di complessi cicli biogeochimici con organismi viventi, come cetacei, uccelli marini, mammiferi e batteri, che ingeriscono plastica.
I rifiuti di plastica più grandi (macroplastiche) possono essere ingeriti dalle specie marine, riempiendo il loro stomaco e inducendole a credere di essere piene quando in realtà non hanno assunto alcun nutriente. Questo può portare uccelli marini, balene, pesci e tartarughe a morire di fame con lo stomaco pieno di plastica. Le specie marine possono anche essere morire soffocate o impigliate nei rifiuti di plastica.
La plastica può anche essere scomposta da organismi più piccoli che mangeranno rifiuti di plastica, scomponendoli in piccoli pezzi ed espellendoli. Nei test di laboratorio, è stato scoperto che gli anfipodi della specie Orchestia gammarellus potevano divorare rapidamente pezzi di sacchetti di plastica, riducendo un singolo sacchetto in 1,75 milioni di frammenti microscopici. Sebbene la plastica sia scomposta, è ancora un materiale artificiale che non si biodegrada. Si stima che circa il 90% delle materie plastiche nell'ambiente marino pelagico siano microplastiche. Esistono anche fonti primarie di microplastiche, come microsfere e pellets. Le materie plastiche sono inoltre prodotte con sostanze chimiche tossiche, che entrano anch'esse nella catena alimentare marina, giungendo fino all'essere umano.

## Fonti di inquinamento

Tempi medi stimati di decomposizione dei tipici rifiuti marini. Gli oggetti in plastica sono mostrati in blu.

La quantità dei rifiuti di plastica che finisce in mare aumenta ogni anno e una parte cospicua di essi è costituita da particelle inferiori a 5 millimetri. Si stima che nel 2025 si raggiungeranno 250 milioni di tonnellate dai 150 del 2016. La singola fonte di inquinamento maggiore è costituita dalle reti da pesca, che costituiscono circa il 10% di tutti i rifiuti marini in plastica.
Secondo Ocean Conservancy, Cina, Indonesia, Filippine, Tailandia e Vietnam scaricano più plastica in mare di tutti gli altri paesi messi insieme.
Nell'ottobre 2019 una ricerca ha rilevato che una parte sostanziale dell'inquinamento da plastica degli oceani proviene dalle navi mercantili cinesi.
Quasi il 20% dei rifiuti di plastica proverrebbero da navi e piattaforme marine che scaricano merci, acque reflue, attrezzature mediche usate e altri tipi di rifiuti che contengono plastica. Il trattato internazionale MARPOL, trattato "impone un divieto totale allo smaltimento in mare della plastica".
Negli Stati Uniti, il Marine Plastic Pollution Research and Control Act del 1987 vieta lo scarico di plastica in mare, anche da navi militari. La più grande fonte di inquinamento da plastica è rappresentata dalle attrezzature da pesca (come trappole e reti) abbandonate o perse dalle navi, che in alcune aree rappresentano fino al 90% dei rifiuti di plastica presenti in mare.
I rifiuti di plastica continentali entrano nell'oceano in gran parte attraverso il deflusso delle acque piovane, attraverso i corsi d'acqua o scaricati direttamente nelle acque costiere. È stato dimostrato che la plastica segue le correnti oceaniche, fenomeno questo che ha portato alla formazione dei Great Garbage Patches, quali ad esempio il Pacific Trash Vortex.

Produzione di rifiuti in plastica

Si ritiene che i fiumi siano una delle principali fonti di inquinamento da plastica per l'oceano, insieme allo scarico diretto del materiale da parte delle popolazioni costiere.
Secondo uno studio condotto nel Regno Unito, sono dieci le principali tipologie di plastica presenti negli oceani. Nel corso di questo studio, sono stati contati 192.213 rifiuti, con una media del 71% di plastica e il 59% di articoli oggetti legati al consumo.
Uno studio del 1994 effettuato campionando attraverso l'uso di reti a strascico i fondali marini di Spagna, Francia e Italia ha riportato concentrazioni medie di rifiuti di 1.935 elementi per chilometro quadrato. I rifiuti di plastica rappresentavano il 77%, di cui il 93% erano sacchetti di plastica.

### Galleggiabilità
Circa la metà del materiale plastico introdotto nell'ambiente marino è capace di galleggiare, ma le incrostazioni da organismi possono far affondare i rifiuti di plastica sul fondale marino, dove possono interferire con le specie che vivono nei sedimenti e con i processi di scambio di gas sedimentario. Diversi fattori contribuiscono alla galleggiabilità della microplastica, tra cui la densità della plastica, la dimensione e la forma dei frammenti stessi. Le microplastiche possono anche formare uno strato galleggiante di biofilm sulla superficie dell'oceano.
| Tipo di plastica                | Abbreviazione | Densità (g/cm 3 ) |
| Polistirolo                     | PS            | 1.04–1.08         |
| Polistirene espanso             | EPS           | 0,01–0,04         |
| Polietilene a bassa densità     | LDPE          | 0,89–0,93         |
| Polietilene ad alta densità     | HDPE          | 0,94–0,98         |
| Poliammide                      | PA            | 1.13–1.16         |
| Polipropilene                   | PP            | 0,85–0,92         |
| Acrilonitrile-butadiene-stirene | ABS           | 1.04–1.06         |
| politetrafluoroetilene          | PTFE          | 14:10–14:30       |
| Acetato di cellulosa            | CA            | 13:30             |
| Policarbonato                   | pc            | 1.20–1.22         |
| Polimetilmetacrilato            | PMMA          | 1.16–1.20         |
| Cloruro di polivinile           | PVC           | 1.38–1.41         |
| Polietilene tereftalato         | PET           | 1.38–1.41         |

### Plastica
Le stime sulla quantità di plastica che giunge in mare dal suolo variano notevolmente. Uno studio ha stimato che poco più dell'80% dei rifiuti di plastica nelle acque oceaniche proviene dal suolo. Tuttavia i rifiuti in plastica che finiscono in mare sarebbero solo il 5% di quelli complessivamente prodotti.
Una possibile fonte sono le discariche da cui il materiale può essere dilavato e finire nell'oceano. Un'altra preoccupazione è che i rivestimenti che fungono da strati protettivi tra la discarica e l'ambiente possono rompersi, perdendo tossine e contaminando il suolo e l'acqua vicini.

### Pellets
L'inquinamento causato da pellets di plastica è un tipo di inquinamento causato da pellets di plastica universalmente utilizzati come materie prima di partenza nei processi industriali per la produzione di oggetti in plastica. Nel contesto dell'inquinamento da plastica, questi pellets di plastica sono noti anche come "nurdles". Queste microplastiche vengono prodotte come intermedi industriali destinati ad essere fusi per formare i manufatti in plastica che saranno poi immessi nel mercato. La perdita dei pellets può verificarsi sia durante le fasi di produzione che di trasporto degli stessi. Quando vengono rilasciati nell'ambiente, creano un inquinamento persistente sia negli oceani che sulle spiagge. Si pensa che circa 230.000 tonnellate di nurdle finiscano ogni anno negli oceani, dove vengono spesso scambiate per cibo da uccelli marini, pesci e altri animali selvatici. A causa delle loro piccole dimensioni, sono difficili da rimuovere dall'ambiente naturale.

### Microplastiche e nanoplastiche

Microplastiche sulla superficie oceanica negli anni 1950-2000 e proiezioni future, in milioni di tonnellate.

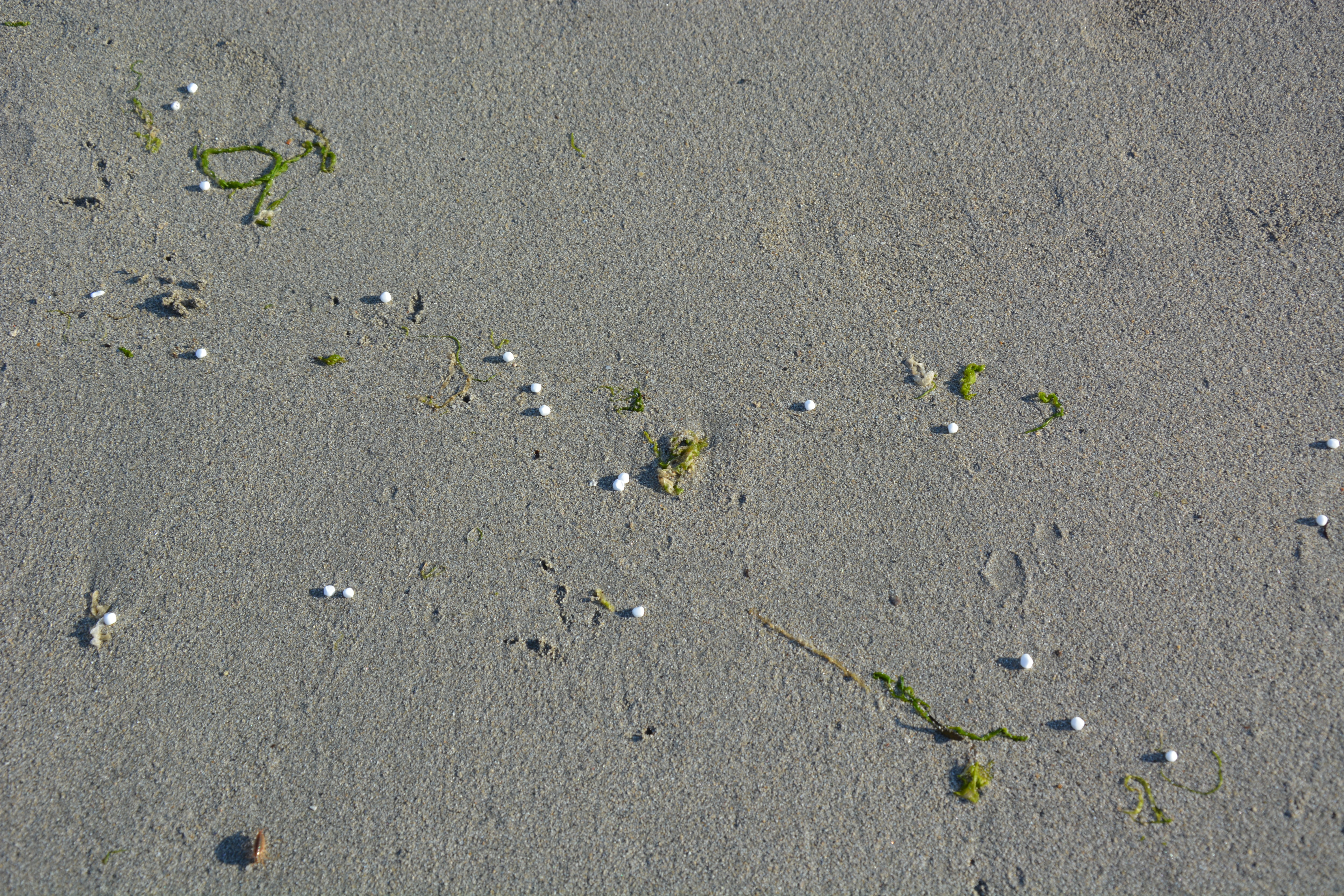
Polistirene espanso su una spiaggia irlandese

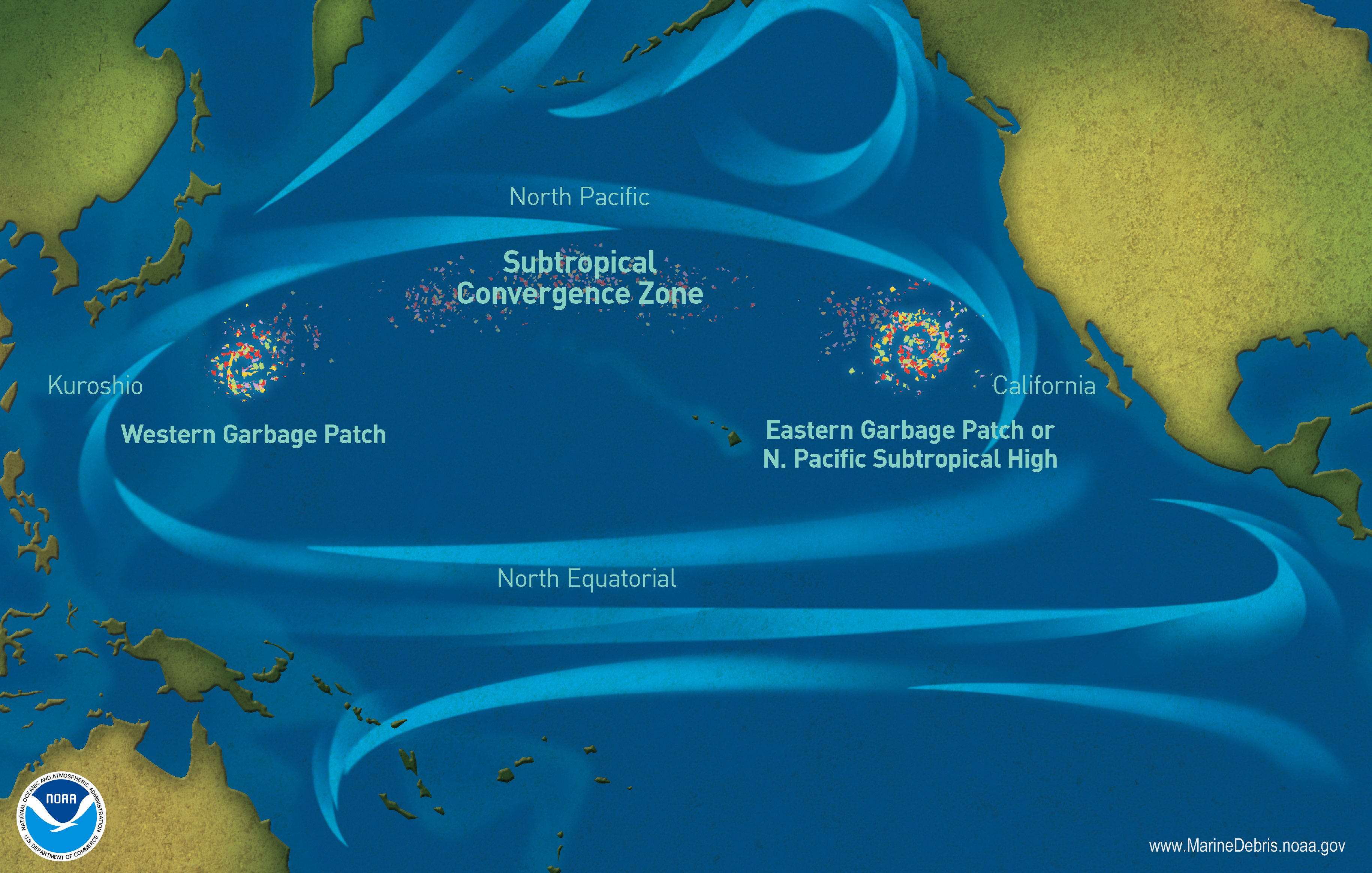
Pacific Trash Vortex. Le correnti dell'Oceano Pacifico hanno creato tre "isole" di spazzatura.

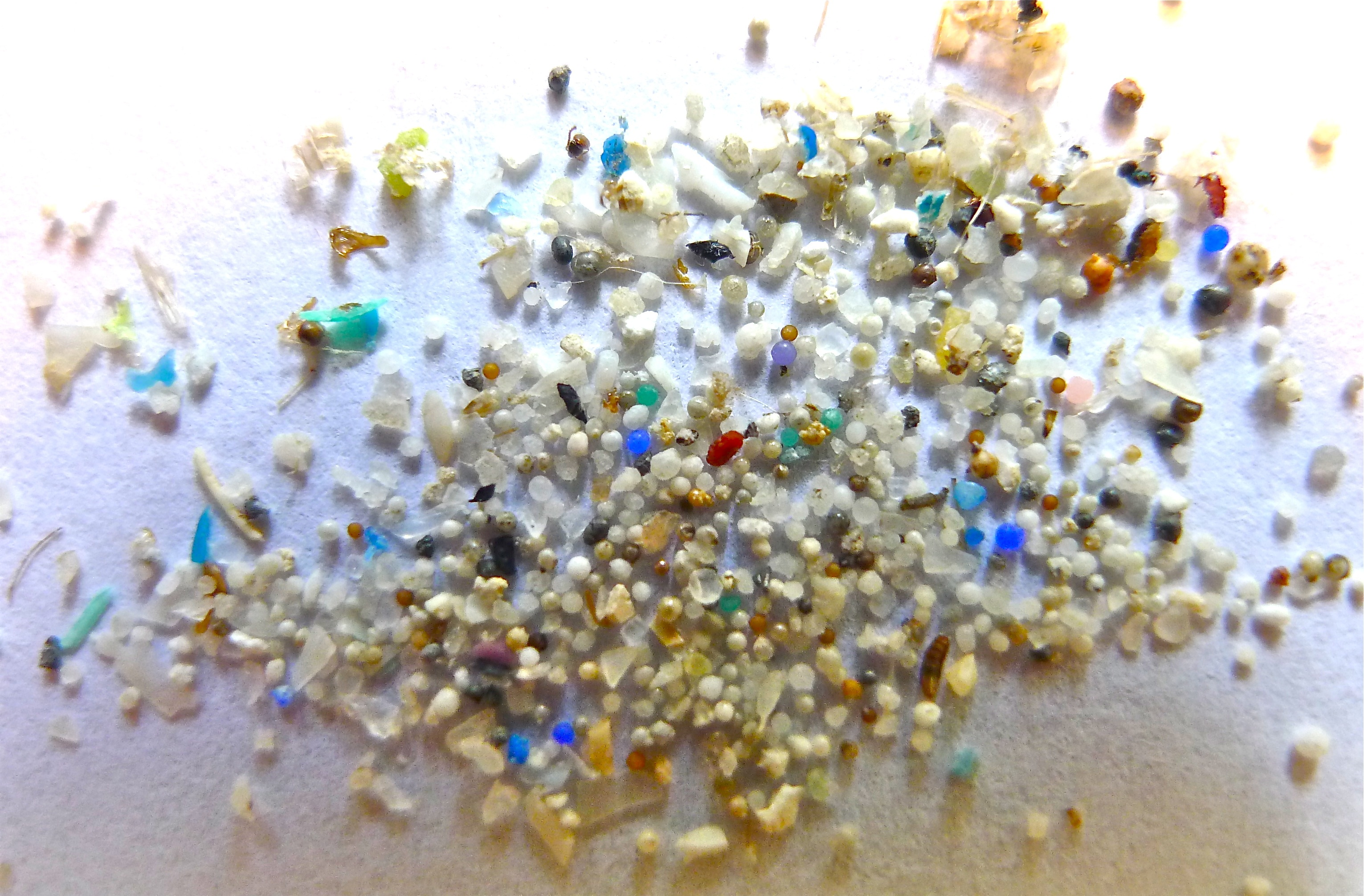
Campione di microplastica raccolto dalla Oregon State University

Una preoccupazione crescente per quanto riguarda l'inquinamento da plastica nell'ecosistema marino è l'uso di microsfere di plastica. Queste sono sfere di plastica larghe meno di 5 millimetri e si trovano comunemente nei saponi per le mani, nei detergenti per il viso e in altri esfolianti. Quando vengono utilizzati questi prodotti, le microplastiche passano attraverso il sistema di filtrazione dell'acqua e nell'oceano, poiché a causa delle loro piccole dimensioni è probabile che sfuggano ai sistemi di trattamento delle acque reflue. Queste sfere sono dannose per gli organismi nell'oceano, in particolare i filtratori, perché possono facilmente ingerire la plastica e ammalarsi. Inoltre sono difficili da rimuovere a causa delle loro dimensioni.
Poiché la plastica è così ampiamente utilizzata in tutto il pianeta, anche le microplastiche e le nanoplastiche si sono diffuse globalmente. Ad esempio, sono state trovate sulle spiagge sabbiose e nelle acque superficiali, nonché nella colonna d'acqua e nei sedimenti marini profondi. Le microplastiche si trovano anche all'interno di molti altri tipi di particelle marine come materiale biologico morto (tessuti e conchiglie) e alcune particelle di suolo (spostate dai venti e trasportate nell'oceano dai fiumi). La densità della popolazione e la vicinanza ai centri urbani sono stati considerati i principali fattori che influenzano l'abbondanza di microplastiche nell'ambiente.
Una maggiore concentrazione di microplastiche è stata associata a eventi piovosi. Il deflusso dopo le piogge sulla terraferma, dove la produzione di plastica e il tasso di degradazione dei rifiuti di plastica sono più elevati, potrebbe rilasciare queste microplastiche nell'ambiente acquatico. Maggiore è la pioggia, più forte sarà l'effetto di erosione del deflusso superficiale sul terreno e più rifiuti di plastica saranno trasportati.
Le microplastiche entrano nei corsi d'acqua attraverso molte vie, tra cui il deterioramento della manto stradale, l'usura degli pneumatici e la polvere della città che entra nei corsi d'acqua, sversamento di pellets di plastica dai container, reti fantasma e fibre dei tessuti sintetici e nei rivestimenti marini delle navi abbandonate.
Quando raggiungono gli ambienti marini, a causa delle loro piccole dimensioni e bassa densità, le microplastiche vengono trasportate su lunghe distanze tramite il vento e le correnti oceaniche superficiali. Il trasporto è influenzato dalle loro caratteristiche intrinseche (consistenza e forma) ma anche da fattori ambientali come la velocità del flusso, il tipo di matrice e la variabilità stagionale. Modelli matematici sono in grado di tracciare piccoli rifiuti di plastica (micro e meso-plastica) alla deriva nell'oceano, prevedendo così il loro destino.
Alcune microplastiche lasciano il mare ed entrano nell'aria attraverso la brezza marina, come hanno scoperto i ricercatori dell'Università di Strathclyde nel 2020. Altri invece rimangono sulla superficie dell'oceano dove le microplastiche rappresentano il 92% dei rifiuti di plastica presenti, secondo uno studio del 2018. Altri ancora affondano. L'agenzia scientifica nazionale australiana CSIRO ha stimato che 14 milioni di tonnellate di microplastiche si trovavano sul fondo dell'oceano nel 2020. Ciò rappresenta un aumento rispetto a una precedente stima del 2015 secondo cui gli oceani del mondo contenevano 93-236 mila tonnellate di microplastiche e una stima del 2018 di 270 mila tonnellate.
Uno studio sulla distribuzione dei rifiuti di plastica sulla superficie dell'Oceano Pacifico orientale (non specificamente microplastica, sebbene, come accennato in precedenza, la maggior parte sia probabilmente microplastica) aiuta a illustrare la crescente concentrazione di plastica nell'oceano. Utilizzando i dati sulla concentrazione di plastica superficiale (pezzi di plastica per km 2) dal 1972 al 1985 (n=60) e dal 2002 al 2012 (n=457) all'interno della stessa zona di accumulo di plastica, lo studio ha rilevato l'aumento medio della concentrazione di plastica tra due serie di dati, tra cui un aumento di 10 volte da 18.160 a 189.800 pezzi di plastica per km 2 .
Le microplastiche dell'Oceano Artico provengono principalmente da fonti atlantiche, in particolare Europa e Nord America. Recenti studi hanno rivelato che la concentrazione di microplastiche sui ghiacciai o sulla neve è sorprendentemente superiore anche ai corpi idrici urbani, anche se le microplastiche non vengono utilizzate o prodotte direttamente vicino ai ghiacciai. A partire dal 2021, l'Europa e l'Asia centrale rappresentano circa il 16% dello scarico globale di microplastiche nei mari.
Una maggiore concentrazione di microplastiche nei ghiacciai indica che il trasporto via vento è un percorso significativo per distribuire le microplastiche nell'ambiente.
Le microplastiche possono concentrarsi nelle branchie e nell'intestino degli animali marine e possono interferire con le loro abitudini alimentari, provocandone la morte. È stato dimostrato che le microplastiche inducono un comportamento letargico di nuoto e alimentazione in pesci, mitili e nematodi, in situazioni di grave sovraccarico. La dimensione delle microplastiche è una caratteristica importante per la produzione di effetti tossici sui diversi organismi, tuttavia, la struttura dei tessuti e l'anatomia di ciascun organismo giocano un ruolo importante nella gravità del danno che queste particelle possono produrre.

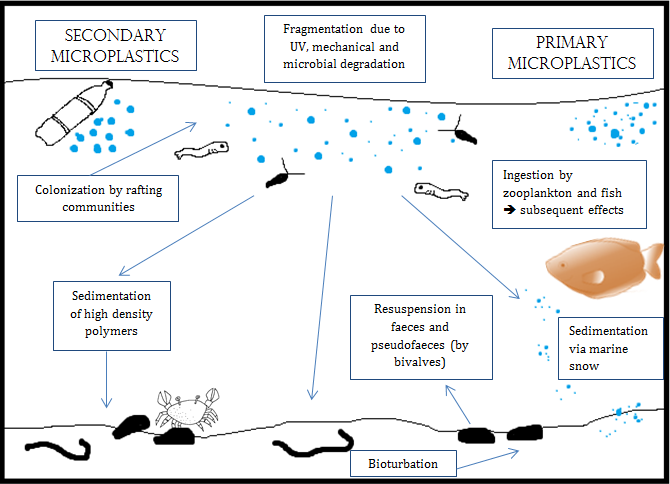
Impatto delle microplastiche sulla rete trofica marina

Il bioaccumulo di microplastiche può avere un enorme effetto sulla rete alimentare, alterando così gli ecosistemi e contribuendo alla perdita di biodiversità . Se un predatore consuma un organismo che ha trattenuto la microplastica, il predatore consumerà indirettamente questa plastica come parte della sua dieta, in un processo denominato "trasferimento trofico" o biomagnificazione. Le microplastiche ingerite passano lungo il tratto intestinale, dove sono adsorbite attraverso il rivestimento intestinale e rimangono intrappolate nell'intestino oppure vengono successivamente espulse con le feci.
L'ingestione di plastica da parte di organismi marini è stata osservata in tutta la profondità dell'oceano. La microplastica è stata trovata nello stomaco di anfipodi della zona adopelagica campionati nelle fosse di Giappone, Izu-Bonin, Mariana, Kermadec, Nuove Ebridi e Perù-Cile. Gli anfipodi della Fossa delle Marianne sono stati campionati a 10.890 e contenevano tutti microfibre.
Secondo una recente ricerca, una persona che consuma pesce ingerirà 11.000 frammenti di microplastica all'anno. Infatti, anche nel sangue umano sono state identificate minuscole microplastiche.

### Studi scientifici
Gli impatti dell'inquinamento da microplastica nelle profondità marine devono ancora essere completamente determinati e attualmente sono in corso studi su organismi e sedimenti per comprendere a questo proposito. Nel 2013 è stato condotto uno studio in quattro posizioni geografiche distanti, con profondità variabili da 1100 a 5000 m. In tre delle quattro posizioni sono state identificate microplastiche nel primo centimetro di sedimento mediante spettroscopia micro-Raman.
Nel 2016, i ricercatori hanno utilizzato un ROV per raccogliere nove organismi di acque profonde e sedimenti. I nove organismi sono stati sezionati e vari organi sono stati esaminati dai ricercatori tramite microscopia. Gli scienziati hanno scoperto che sei dei nove organismi esaminati contenevano microplastiche costituite da microfibre, localizzate specificamente nel tratto gastrointestinale. La ricerca condotta dal Monterey Bay Aquarium Research Institute nel 2013 al largo della costa occidentale del Nord America e intorno alle Hawaii ha rilevato che di tutti i rifiuti osservati da 22 anni di riprese video del database VARS, un terzo erano sacchetti di plastica. Questi rifiuti erano più comuni al di sotto dei 2000 m di profondità . Uno studio recente su organismi e sedimenti nella zona abissopelagica dell'Oceano Pacifico occidentale ha rilevato che il copolimero poli(propilene-etilene) (40,0%) e il polietilene tereftalato (27,5%) erano i polimeri più comunemente rilevati tra le plastiche presenti.
Un altro studio è stato condotto raccogliendo sedimenti di acque profonde e campioni di corallo tra il 2011 e il 2012 nel Mar Mediterraneo, nell'Oceano Indiano sud-occidentale e nell'Oceano Atlantico nord-orientale. Nei 12 campioni di coralli e sedimenti prelevati, sono state individuate cospicue quantità di microplastiche. Anche il rayon, pur non essendo una plastica, è stato incluso nello studio in quanto comune materiale sintetico. Questo è stato trovato in tutti i campioni costituendo il 56,9% degli inquinanti rilevati, seguito da poliestere (53,4%), plastica (34,1%) e acrilico (12,4%). Questo studio ha rilevato che la quantità di microplastiche, sotto forma di microfibre, presente nei sedimenti profondi era paragonabile a quella trovata nei sedimenti intertidali o subtidali. Uno studio del 2017 ha portato a una scoperta simile: esaminando il Rockall Trough nell'Oceano Atlantico nord-orientale a una profondità di oltre 2200 metri, sono state identificate fibre di microplastica a una concentrazione di 70,8 particelle per metro cubo, valore paragonabile alle quantità riportate nelle acque superficiali. Questo studio ha anche esaminato il microinquinamento ingerito dagli invertebrati bentonici Ophiomusium lymani, Hymenaster pellucidus e Colus jeffreysianus e ha rilevato che dei 66 organismi studiati, il 48% aveva ingerito microplastiche, anche in quantità paragonabili alle specie costiere. Una recente revisione di 112 studi ha rilevato la più alta ingestione di plastica negli organismi raccolti nel Mediterraneo e nell'Oceano Indiano nord-orientale con differenze significative tra i tipi e colori di plastica ingeriti da diversi gruppi di animali. Nel complesso, le microplastiche in fibra trasparente sono probabilmente i tipi più predominanti ingeriti dalla megafauna marina in tutto il mondo.
Nel 2020 gli scienziati hanno creato quella che potrebbe essere la prima stima scientifica della quantità di microplastica attualmente presente nel fondale marino della Terra, dopo aver studiato sei aree di con profondità di circa 3000 metri, distanti 300 km al largo della costa australiana. Hanno scoperto che la quantità di microplastica nei sedimenti è proporzionale a quella sulla superficie e all'angolo di pendenza del fondale marino. Facendo una media della massa di microplastica per cm³, hanno stimato che il fondale marino della Terra contiene circa 14 milioni di tonnellate di microplastica - circa il doppio della quantità stimata sulla base dei dati di studi precedenti - nonostante definiscano entrambe le stime "prudenti" poiché è noto che le aree costiere contengono molto più microplastica. Queste stime sono circa una o due volte la quantità di plastica che si pensa entri attualmente negli oceani ogni anno.
Due miliardi di persone in tutto il mondo non dispongono di strutture adeguate per la raccolta dei rifiuti. Il miglioramento dei trattamenti delle acque reflue e della gestione delle acque piovane in molte nazioni povere impedirebbe a parte di 1,5 milioni di tonnellate di microplastiche di entrare ogni anno negli ecosistemi marini .

## Prodotti chimici tossici
Gli additivi tossici utilizzati nella produzione di materiali plastici possono migrare nell'ambiente circostante se esposti all'acqua. Circa 8000-19000 tonnellate di additivi vengono trasportate a livello globale da matrici di plastica, di cui una parte significativa viene trasportata anche nell'Artico. Gli inquinanti idrofobici trasportati dall'acqua si adsorbono sulla superficie dei rifiuti di plastica, rendendo così la plastica molto più tossica nell'oceano di quanto non lo sarebbe sulla terraferma. È anche noto che i contaminanti idrofobici si bioaccumulano nei tessuti adiposi, biomagnificandosi lungo la catena alimentare fino ai grandi predatori e agli esseri umani. Alcuni additivi plastici sono noti per alterare il sistema endocrino se consumati, altri possono sopprimere il sistema immunitario o diminuire i tassi di riproduzione.
I rifiuti galleggianti possono anche assorbire inquinanti organici persistenti dall'acqua di mare, inclusi PCB, DDT, IPA, pesticidipiombo e cadmio avvelenando potenzialmente qualsiasi creatura che li mangi. Oltre alla tossicità per ingestione, alcuni di questi additivi influenzano le cellule cerebrali degli animali in modo simile all'estradiolo, causando anomalie ormonali nella fauna selvatica colpita. Uno studio ha scoperto che, quando la plastica si decompone, produce bisfenolo A (BPA) e oligomero PS potenzialmente tossici nell'acqua. Il bisfenolo A (BPA) è un agonista del recettore degli estrogeni e dei glucocorticoidi, interferisce con il sistema endocrino ed è associato ad un aumento del grasso nei roditori.
I ricercatori hanno raccolto campioni di acqua di mare in tutto il mondo e hanno scoperto che tutti i campioni contenevano derivati del polistirene, una plastica utilizzata in molti beni di consumo e per la casa. Gli scienziati hanno quindi simulato la decomposizione del polistirene in mare aperto. I risultati di questa simulazione hanno mostrato che il polistirene si scompone in sostanze chimiche nocive, come il bisfenolo A (BPA, che può causare danni riproduttivi negli animali), il monomero di stirene (un sospetto cancerogeno ) e trimero di stirene.
I plastificanti contenuti nelle microplastiche sono stati collegati a una crescita anormale e problemi riproduttivi in più modelli animali a causa di disturbi endocrini . È stato anche ipotizzato che le microplastiche causino irritazione gastrointestinale, alterazione del microbioma, disturbi del metabolismo energetico e lipidico e stress ossidativo .

## Siti di accumulo

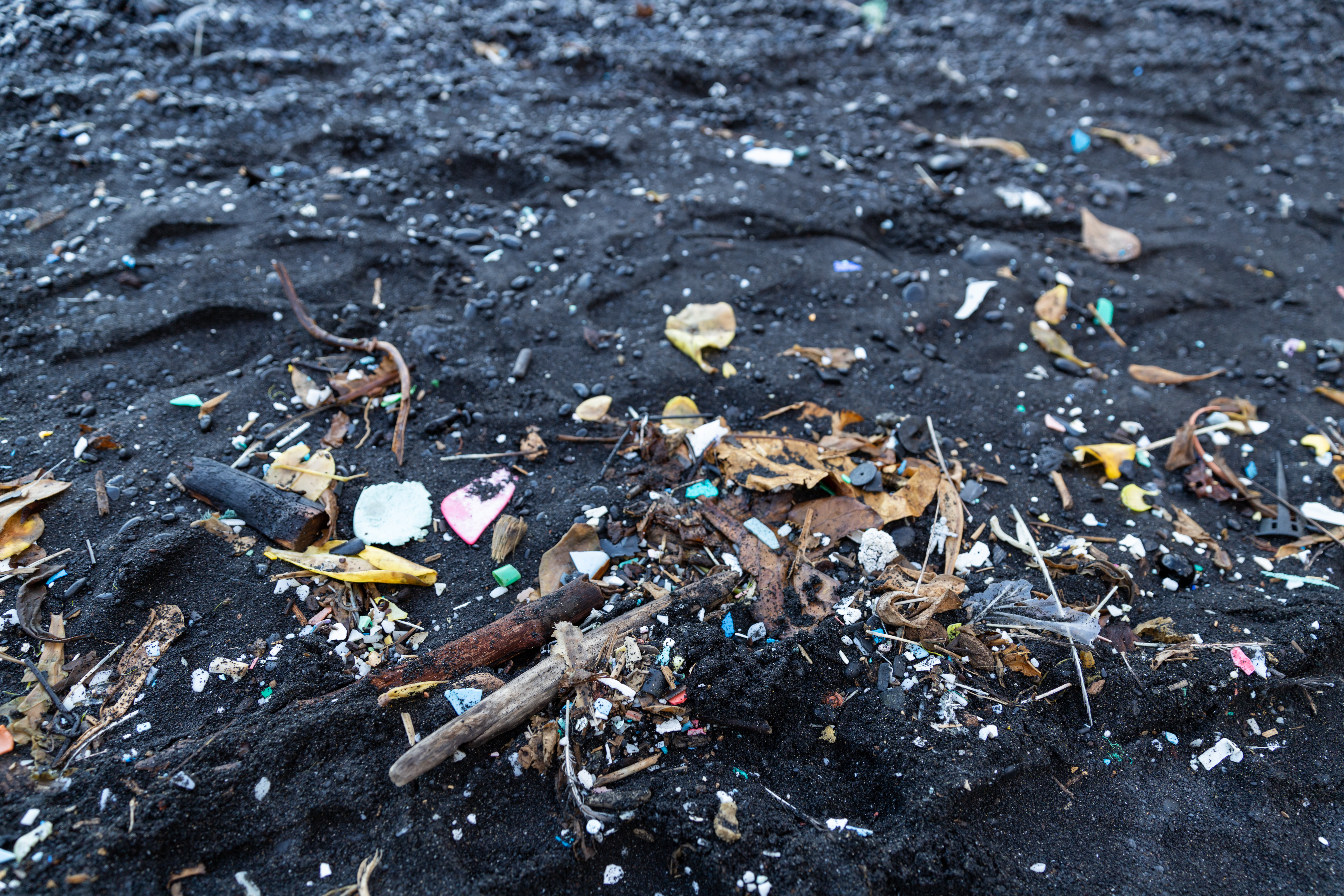
Rifiuti del Pacifico su una spiaggia di sabbia nera a Maui, Hawaii

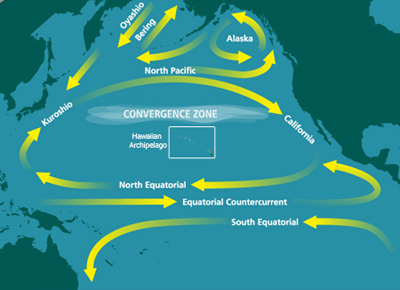
Zona di convergenza subtropicale del Pacifico settentrionale

I rifiuti di plastica tendono ad accumularsi al centro dei vortici oceanici . Il North Pacific Gyre, ad esempio, ha raccolto il cosiddetto " Great Pacific Garbage Patch", che ora si stima sia da una a venti volte più grande del Texas (da circa 700.000 a 15.000.000 di chilometri quadrati) e che possa contenere una massa di plastica pari a quella dei pesci presenti in mare. Ha un livello molto elevato di particolato plastico sospeso nella colonna d'acqua superiore. Nei campioni prelevati dal North Pacific Gyre nel 1999, la massa di plastica ha superato quella dello zooplancton (la vita animale dominante nell'area) di sei volte.
Sull'atollo di Midway, come sulle altre isole hawaiane, si accumulano notevoli quantità di spazzatura, costituiti al 90% di plastica, dove costituiscono un pericolo per la popolazione di uccelli dell'isola.

## Impatto ambientale

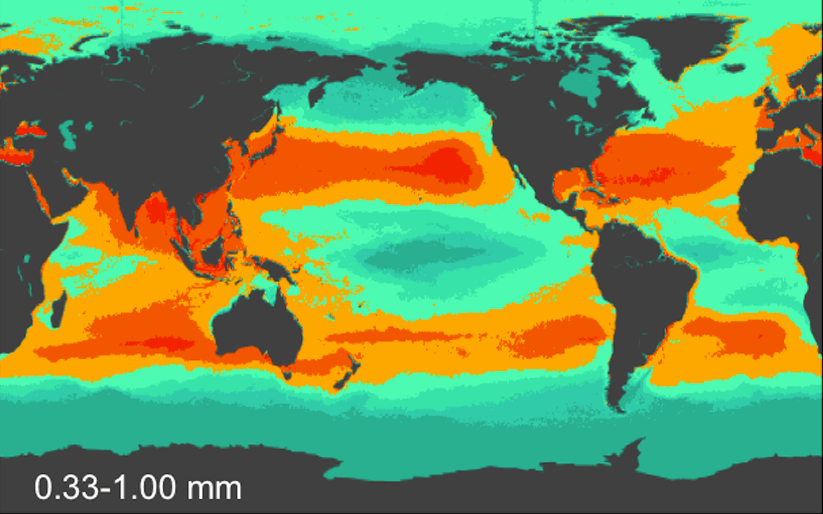
Risultati del modello per la densità di conteggio delle particelle di plastica planctonica (il rosso è più denso, il verde è meno denso)

I rifiuti plastici presenti in mare sono tossici per la vita marina e per gli esseri umani. Le tossine contenute includono il dietilesil ftalato, che è un cancerogeno, piombo, cadmio e mercurio.
Il plancton, i pesci e infine la gli esseri umani, attraverso la catena alimentare, ingeriscono questi agenti cancerogeni e sostanze chimiche altamente tossiche. Il consumo di pesce contaminato può portare a un aumento del cancro, disturbi immunitari e difetti alla nascita. Queste tossine non si trovano solo nel pesce, ma anche nell'acqua potabile, nel sale marino da tavola, nei frutti di mare e in altri alimenti.
In uno studio condotto in Indonesia, è stato rilevato che il 50% delle feci dei pescatori contenevano microplastiche con concentrazioni comprese tra 3,33 e 13,99 µg di microplastica per grammo.
La ricerca sui rifiuti di plastica nell'oceano è stata l'argomento relativo alla sostenibilità con più rapida crescita sulle pubblicazioni scientifiche nel periodo 2011-2019. In nove anni, si è passati da 46 (2011) a 853 (2019) pubblicazioni.

### Ecosistemi marini
Dagli anni 2000 è cresciuta la preoccupazione tra gli esperti che alcuni organismi si siano adattati a vivere sui rifiuti di plastica galleggianti, consentendo loro di disperdersi con le correnti oceaniche e quindi potenzialmente diventare specie invasive in ecosistemi distanti. La ricerca nel 2014 nelle acque intorno all'Australia ha confermato tali preoccupazioni, rinvenendo fiorenti colonie di batteri oceanici che biodegradano la plastica. Questi ricercatori hanno dimostrato che "la biodegradazione della plastica si sta verificando sulla superficie del mare" attraverso l'azione dei batteri. La conclusioni sono coerenti con quelle di un'altra ricerca, sempre del 2014.
La natura idrofobica delle superfici plastiche stimola la rapida formazione di biofilm, che supportano un'ampia gamma di attività metaboliche di micro e macrorganismi.

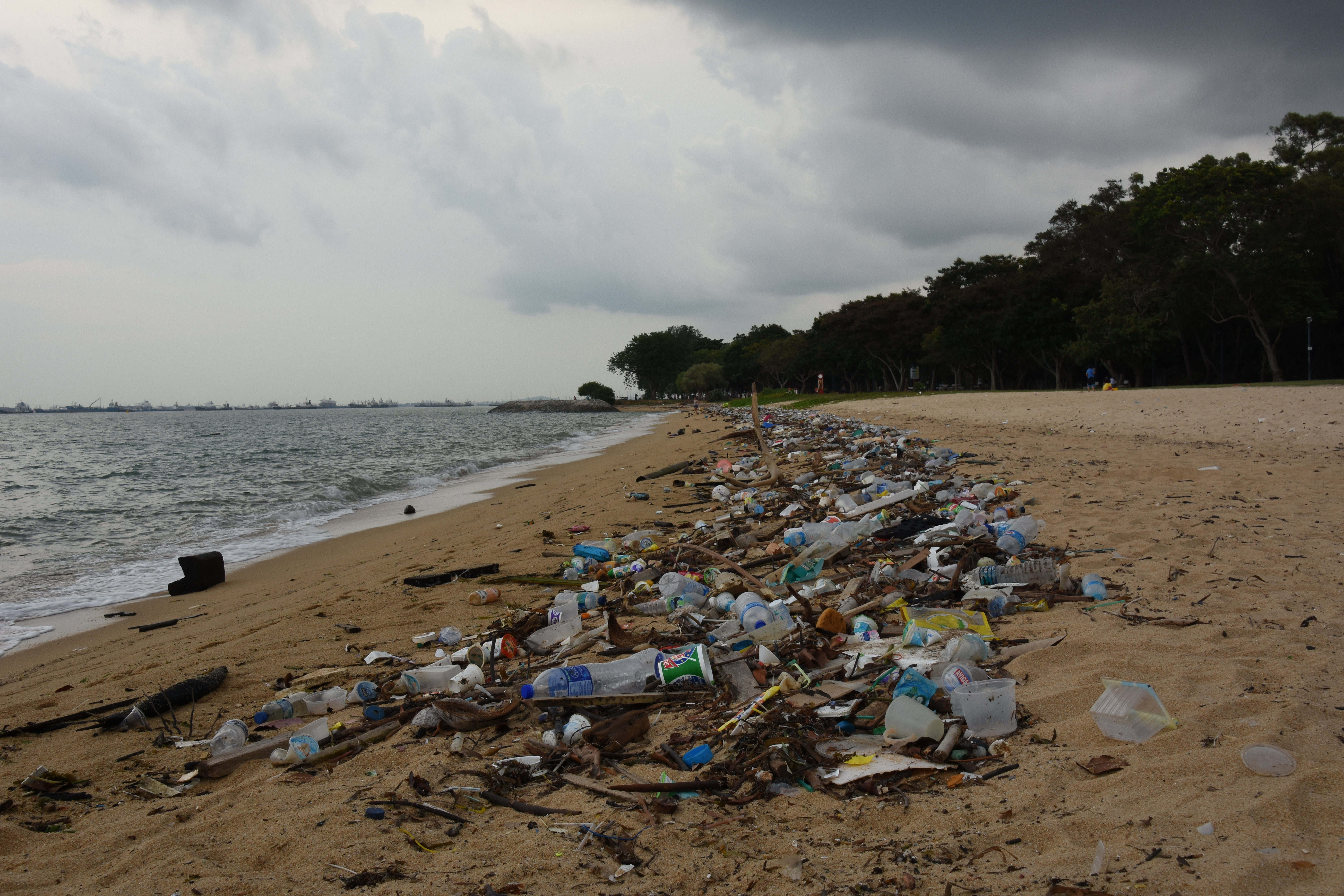
Rifiuti di plastica su una spiaggia a Singapore

### Cambiamenti climatici e aspetti dell'inquinamento atmosferico
L'inquinamento da plastica e il cambiamento climatico sono collegati tra loro e gli effetti di entrambi sono complementari. Le tossine rilasciate dagli inquinanti della plastica che si disgregano e si liberano nell'aria stanno causando un aumento e un peggioramento dei tassi di cambiamento climatico. Il modo in cui la plastica contribuisce ai problemi del cambiamento climatico è dovuto al modo in cui viene prodotta la plastica. Attraverso i combustibili fossili utilizzati per far funzionare i macchinari che creano più plastica, questa viene rilasciata nell'aria con conseguenti emissioni di gas serra . L'oceano contiene milioni di libbre di residui di plastica e pezzi di grandi dimensioni, ma contiene anche la maggior parte dei gas serra prodotti. La plastica negli oceani emette gas serra mentre si decompone nell'acqua.
I gas serra prodotti dalla fabbricazione della plastica rendono difficile per l'oceano intrappolare il carbonio e contribuire a rallentare i processi di cambiamento climatico. Un altro modo in cui il consumo di plastica e l'inquinamento si traducono in un aumento dei tassi di cambiamento climatico, è l'incenerimento dei rifiuti di plastica. Questo rilascia molte più tossine nell'aria e poi tutto viene consumato dall'acqua dell'oceano. Gli oceani finiscono per assorbire sostanze chimiche, ma anche piccoli pezzi di plastica che non sono stati completamente decomposti. Ciò provoca acqua marina sporca e influisce sugli ecosistemi che vivono negli oceani. L'incenerimento dei prodotti in plastica spinge nell'aria il nerofumo. Il carbonio nero proviene dalle emissioni ed è uno dei principali contributori al cambiamento climatico.

## Effetti sugli animali
L'inquinamento da plastica danneggia ogni anno circa 100.000 tartarughe marine e mammiferi marini e 1.000.000 di creature marine. Le materie plastiche più grandi (chiamate "macroplastiche") come i sacchetti della spesa di plastica possono ostruire i tratti digestivi degli animali più grandi quando vengono consumati e possono causare la fame riempiendo lo stomaco e inducendo l'animale a pensare è pieno. Le microplastiche, d'altra parte, danneggiano la vita marina più piccola. Ad esempio, i pezzi di plastica pelagica al centro dei vortici del nostro oceano sono più numerosi del plancton marino vivo e vengono trasmessi lungo la catena alimentare per .
Gli attrezzi da pesca come reti, corde, lenze e gabbie spesso si perdono nell'oceano e possono percorrere grandi distanze. Gli attrezzi da pesca sono costituiti da plastica non biodegradabile in cui molte diverse specie di coralli si aggrovigliano, il che ne provoca danni e talvolta la morte.

### Catture accidentali

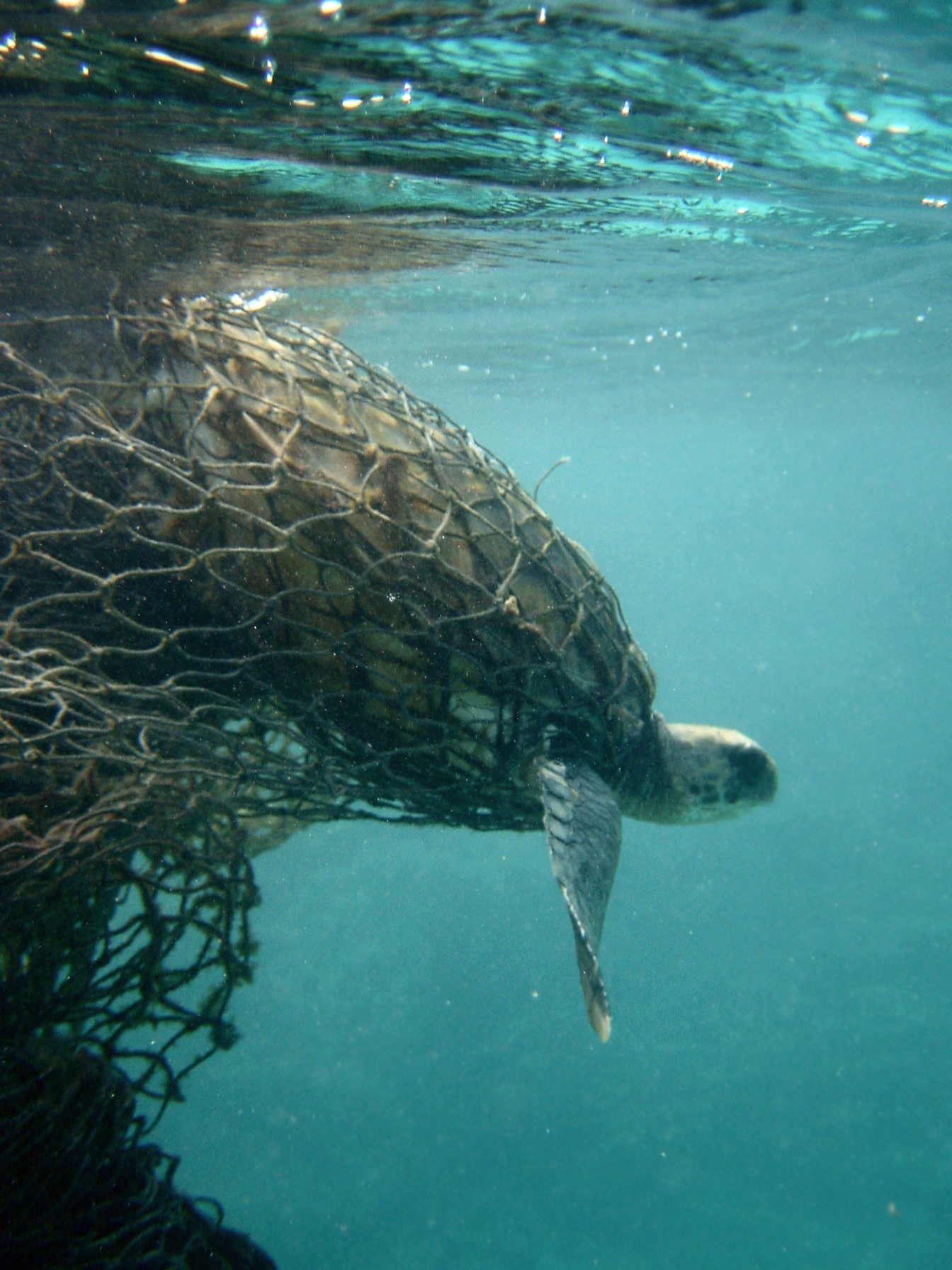
Tartaruga marina impigliata in una rete fantasma

I rifiuti in plastica sono responsabili della morte di molti organismi marini, come pesci, foche, tartarughe e uccelli. Questi animali rimangono intrappolati e finiscono per soffocare o annegare. Poiché non sono in grado di districarsi, muoiono anche di fame o per la loro incapacità di sfuggire ai predatori. Essere impigliati spesso provoca anche gravi lacerazioni e ulcere. È stato stimato che almeno 267 diverse specie animali abbiano subito la cattura accidentale da parte di rifiuti in plastica. È stato stimato che oltre 400.000 mammiferi marini muoiono ogni anno a causa dell'inquinamento da plastica negli oceani. Gli organismi marini rimangono intrappolati in attrezzature da pesca scartate, come le reti fantasma . Le corde e le reti utilizzate per pescare sono spesso realizzate con materiali sintetici come il nylon, rendendo le attrezzature da pesca più durevoli.. Questi organismi possono anche rimanere intrappolati nei materiali di imballaggio in plastica e, se l'animale continua a crescere di dimensioni, la plastica può tagliare la carne. Attrezzature come le reti possono anche trascinarsi sul fondo del mare, causando danni alle barriere coralline.

### Ingestione

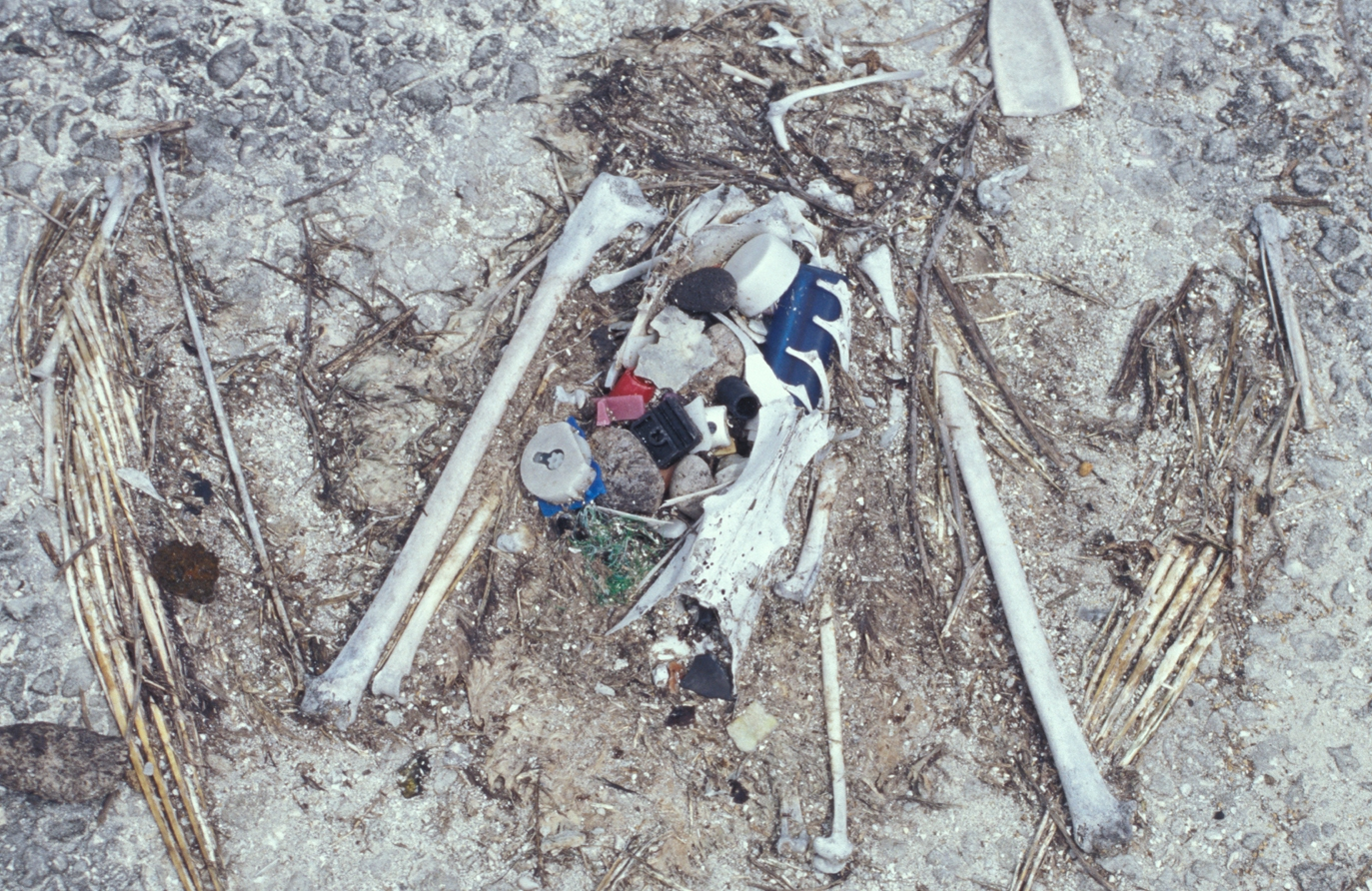
I resti di un albatro contenente relitti ingeriti

Molti animali che vivono in mare consumano rifiuti in plastica per errore, poiché spesso sembrano loro simili alle loro prede naturale. I rifiuti di plastica possono depositarsi permanentemente nel tratto digestivo di questi animali bloccando così il passaggio del cibo e provocando la morte per fame, infezione o per compressione gastrica.
Molta plastica finisce nello stomaco di uccelli e animali marini, comprese le tartarughe marine e l'albatro dai piedi neri . In uno studio condotto nel Pacific Gyre del 2008, i ricercatori della Algalita Marine Research Foundation hanno scoperto per la prima volta che i pesci ingeriscono frammenti e rifiuti di plastica. Dei 672 pesci catturati durante quello studio, il 35% aveva ingerito pezzi di plastica.
Anche gli animali più piccoli come cozze e vermi a volte scambiano la plastica per la loro preda.
Gli studi hanno dimostrato che il 36% delle specie di uccelli marini consuma plastica perché scambia pezzi di plastica più grandi per cibo.

#### Mammiferi e pesci
Una revisione della letteratura del 2021 pubblicata su Science ha identificato 1.288 specie marine note per ingerire plastica. La maggior parte di queste specie sono pesci.
Le tartarughe marine sono colpite dall'inquinamento da plastica. Alcune specie sono consumatrici di meduse, ma spesso scambiano i sacchetti di plastica per le loro prede naturali. Questi rifiuti di plastica possono uccidere la tartaruga marina ostruendo l'esofago . Le piccole tartarughe marine sono particolarmente vulnerabili secondo uno studio del 2018 condotto da scienziati australiani.
La plastica viene ingerita da varie specie di balene, come balene dal becco, balene e capodogli . Possono scambiare la plastica per cibo e consumarla accidentalmente quando si nutrono di prede che si raccolgono vicino alla plastica. La plastica può anche entrare nel loro sistema se la loro preda aveva già particelle di plastica sintetica nel loro tratto digestivo tramite bioaccumulo. Grandi quantità di plastica sono state trovate nello stomaco delle balene spiaggiate . I rifiuti di plastica hanno iniziato ad apparire nello stomaco del capodoglio dagli anni '70 ed è stato notato che sono la causa della morte di diverse balene. Nel giugno 2018, più di 80 sacchetti di plastica sono stati trovati all'interno di un globicefalo morente che si è spiaggiato sulle coste della Thailandia. Nel marzo 2019, una balena dal becco di Cuvier morta si è spiaggiata nelle Filippine con 88 chili di plastica nello stomaco. Nell'aprile 2019, in seguito alla scoperta di un capodoglio morto al largo della Sardegna con 48 libbre di plastica nello stomaco, la World Wildlife Foundation ha avvertito che l'inquinamento da plastica è una delle minacce più pericolose per la vita marina, rilevando che cinque balene sono state uccise dalla plastica per un periodo di due anni.
Alcuni dei più piccoli frammenti di plastica vengono consumati da piccoli pesci, in una parte della zona pelagica dell'oceano chiamata zona mesopelagica, che si trova da 200 a 1000 metri sotto la superficie dell'oceano. Non si sa molto di questi pesci, a parte il fatto che ce ne sono molti. La plastica trovata nello stomaco di questi pesci è stata raccolta durante la circumnavigazione di Malaspina, un progetto di ricerca che studia l'impatto del cambiamento globale sugli oceani.
Uno studio condotto dalla Scripps Institution of Oceanography ha mostrato che il contenuto medio di plastica nello stomaco di 141 pesci mesopelagici di 27 specie diverse era del 9,2%. La loro stima del tasso di ingestione di rifiuti di plastica da parte di questi pesci nel Pacifico settentrionale era compresa tra 12.000 e 24.000 tonnellate all'anno.
Un altro studio ha rilevato che i pezzi di plastica superano di sette a uno i pesciolini nelle acque dei vivai al largo delle Hawaii. Dopo aver sezionato centinaia di pesci larvali, i ricercatori hanno scoperto che molte specie di pesci ingerivano particelle di plastica. La plastica è stata trovata anche nei pesci volanti, che vengono mangiati dai principali predatori come i tonni e la maggior parte degli uccelli marini hawaiani.
Anche negli stomaci di animali di acque profonde è stata rinvenuta plastica Nel 2020 è stata scoperta la specie di acque profonde Eurythenes plasticus, così chiamata per evidenziare gli impatti dell'inquinamento da plastica.
Nel 2016-2017 è stato riscontrato che oltre il 35% dei pesci lanterna del Pacifico meridionale aveva consumato particelle di plastica.

##### Uccelli

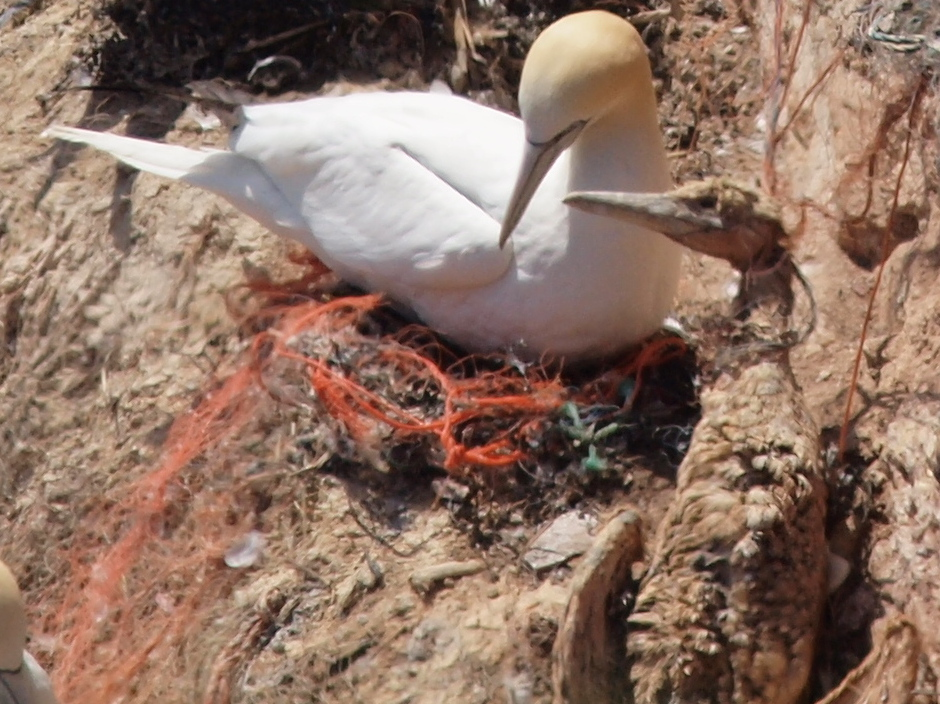
Sule settentrionali a Helgoland, in Germania, intrappolate nei loro nidi costruiti solo con vecchie reti e altri rifiuti di plastica.

L'inquinamento da plastica non colpisce solo gli animali che vivono esclusivamente negli oceani. Anche gli uccelli marini sono fortemente colpiti. Nel 2004, è stato stimato che i gabbiani del Mare del Nord avessero una media di trenta pezzi di plastica nello stomaco. Gli uccelli marini spesso scambiano i rifiuti che galleggiano sulla superficie dell'oceano come prede. Le loro fonti di cibo spesso hanno già ingerito rifiuti di plastica, trasferendo così la plastica dalla preda al predatore. La spazzatura ingerita può ostruire e danneggiare fisicamente il sistema digestivo di un uccello, riducendone la capacità digestiva e può portare a malnutrizione, fame e morte. Anche le sostanze chimiche che si concentrano sulla superficie della plastica in mare possono accumularsi nel corpo e avere gravi effetti sulla capacità riproduttiva, sul sistema immunitario e sull'equilibrio ormonale di un uccello. I genitori possono accidentalmente nutrire i loro nidiacei con la plastica, scambiandola per cibo. I pulcini di uccelli marini sono i più vulnerabili all'ingestione di plastica poiché non possono vomitare il cibo come gli uccelli marini adulti.

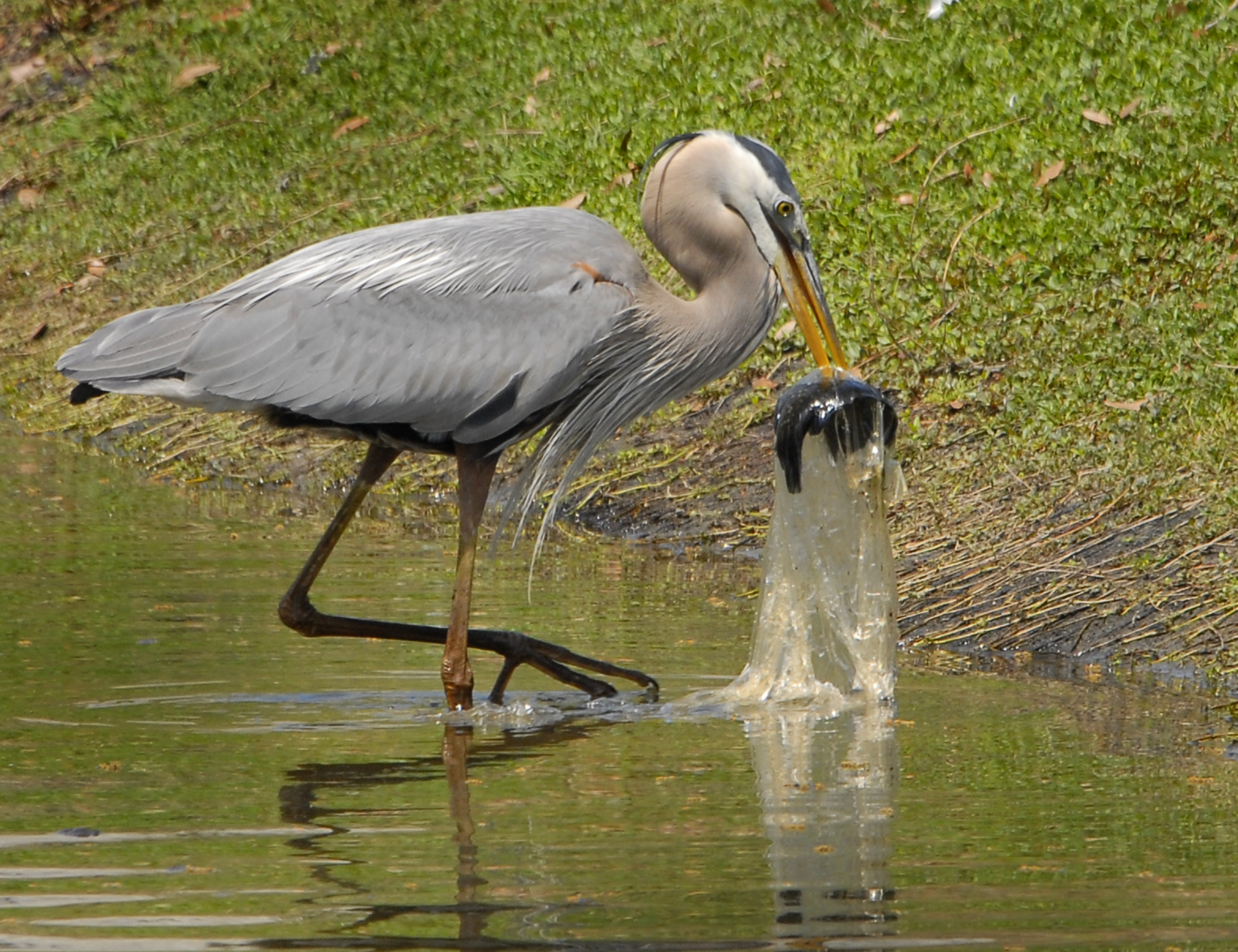
Un grande airone blu che cattura un pesce già catturato da un sacchetto di plastica: gli uccelli e altri animali selvatici consumano regolarmente plastica in modo accidentale.

Dopo l'osservazione iniziale che molte delle spiagge della Nuova Zelanda avevano alte concentrazioni di pellets di plastica, ulteriori studi hanno scoperto che diverse specie di prioni ingeriscono i rifiuti di plastica. I prioni affamati hanno scambiato queste palline per cibo e queste particelle sono state trovate intatte all'interno dei ventrigli e dei proventriculi degli uccelli. Segni di beccate simili a quelli lasciati dai fulmari settentrionali negli ossi di seppia sono stati trovati in rifiuti di plastica, come il polistirolo, sulle spiagge della costa olandese, dimostrando che anche questa specie di uccello scambia i rifiuti di plastica per cibo.
Si stima che la quasi totalità degli 1,5 milioni di albatros di Laysan che abitano l'atollo di Midway abbiano plastica nel loro tratto gastrointestinale . Circa un terzo dei loro pulcini muore e molti di questi decessi sono causati dalla plastica inconsapevolmente data loro dai genitori.  Venti tonnellate di rifiuti di plastica si riversano ogni anno a Midway con cinque tonnellate che finiscono nelle pance dei pulcini di albatros. Questi uccelli marini scelgono pezzi di plastica rossi, rosa, marroni e blu a causa delle somiglianze con le loro fonti alimentari naturali.
Analogamente agli esseri umani, gli animali esposti ai plastificanti possono presentare difetti di sviluppo. Nello specifico, è stato riscontrato che le pecore hanno un peso alla nascita inferiore quando sono esposte prenatalmente al bisfenolo A. L'esposizione al BPA può accorciare la distanza tra gli occhi di un girino. Può anche bloccare lo sviluppo nelle rane e può provocare una diminuzione della lunghezza del corpo. In diverse specie di pesci, l'esposizione può bloccare la schiusa delle uova e provocare una diminuzione del peso corporeo, della lunghezza della coda e della lunghezza del corpo.

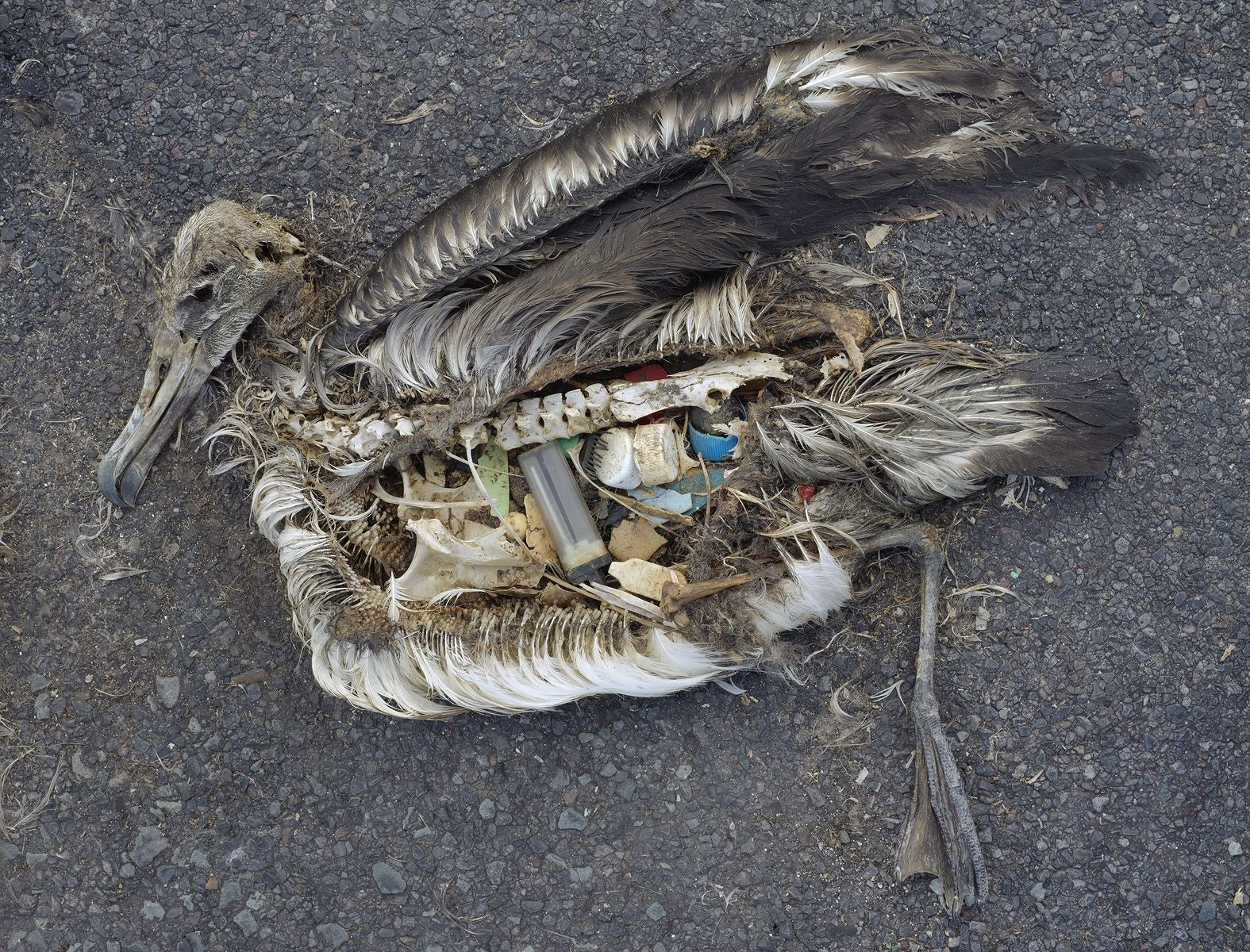
Il contenuto inalterato dello stomaco di un pulcino di albatro morto include una varietà di rifiuti marini di plastica

Uno studio ha rilevato che nel 1960 meno del 5% degli uccelli marini aveva consumato rifiuti, mentre ad agosto 2015 quella cifra è salita a circa il 90%. Si prevede che entro il 2050 il 99% degli uccelli marini avrà consumato tali materiali. Gli scienziati che studiano il contenuto dello stomaco dei pulcini di Laysan Albatross riportano un tasso di mortalità del 40% prima dell'involo. Quando il contenuto dello stomaco è stato analizzato dopo l'autopsia, si è scoperto che conteneva rifiuti di plastica.
Corallo
Le reti da pesca perdute o le reti fantasma costituiscono circa il 46% di quella che è nota come Great Pacific Garbage Patch e hanno avuto un impatto negativo su molte diverse specie di coralli. Secondo molteplici studi di ricerca, Tubastraea micranthus è un tipo di specie di corallo che sembra essere il più colpito dagli attrezzi da pesca per via della conformazione dei suoi rami e della sua capacità di crescere sopra reti, corde e lenze.
Fitoplancton
Nel 2019 e nel 2020 sono stati condotti studi in Australia lungo il fiume Georges per misurare la quantità di microplastiche. Lo scopo di questi studi era determinare se il fitoplancton che viveva nel fiume fosse influenzato dalle microplastiche nell'acqua. Al termine degli studi, gli scienziati hanno scoperto che c'erano concentrazioni molto elevate di microplastiche nel fiume e che avevano un impatto negativo sul fitoplancton come ad esempio i cianobatteri.
Quando le microplastiche vengono ingerite dal fitoplancton, gli organismi che se ne nutrono le accumulano nel loro corpo.
Balenottere comuni
Nel Mar Mediterraneo sono stati condotti studi per determinare in che modo il numero di microplastiche a livello della superficie dell'oceano abbia influenzato le popolazioni di balenottere comuni.
I risultati degli studi hanno indicato che c'erano alti livelli di microplastica sulla superficie del Mar Mediterraneo, che è l'habitat delle balenottere comuni e funge da luogo della loro fonte di cibo principalmente durante i mesi estivi. I risultati indicano che quando le balenottere comuni cercano cibo da mangiare sulla superficie, spesso consumano accidentalmente microplastiche. Queste microplastiche hanno molte tossine e sostanze chimiche che potrebbero danneggiare la balenottera poiché vengono quindi immagazzinate nei tessuti per lunghi periodi di tempo.

### Altri
Uno studio del 2019 indica che le grandi quantità di plastica nella zona di immondizia del Grande Pacifico potrebbero influenzare il comportamento e la distribuzione di alcuni animali marini.

## Effetti sull'uomo
Le nanoplastiche possono penetrare nel tessuto intestinale delle creature acquatiche e possono finire nella catena alimentare umana, in particolare attraverso molluschi e crostacei . L'ingestione di plastica è stata associata a una varietà di effetti riproduttivi, cancerogeni e mutageni .
Le materie plastiche nel corpo umano possono arrestare o rallentare i meccanismi di disintossicazione, causando tossicità acuta e letalità. Hanno il potenziale per influenzare il sistema nervoso centrale e il sistema riproduttivo, sebbene ciò sia improbabile se non a livelli di esposizione molto elevati. Studi in vitro su cellule umane hanno dimostrato che le nanoparticelle di polistirene vengono assorbite e possono indurre stress ossidativo e risposte pro-infiammatorie .

## Soluzioni al problema
Le soluzioni all'inquinamento marino da plastica, così come all'inquinamento da plastica in generale, passano attraverso cambiamenti nelle pratiche di produzione e imballaggio e una riduzione dell'uso, in particolare di prodotti in plastica monouso o di breve durata. Esistono molte idee per ripulire la plastica negli oceani, tra cui l'intrappolamento di particelle di plastica alle foci dei fiumi prima di entrare nell'oceano e la pulizia dei vortici oceanici.

### Pulizia dell'oceano

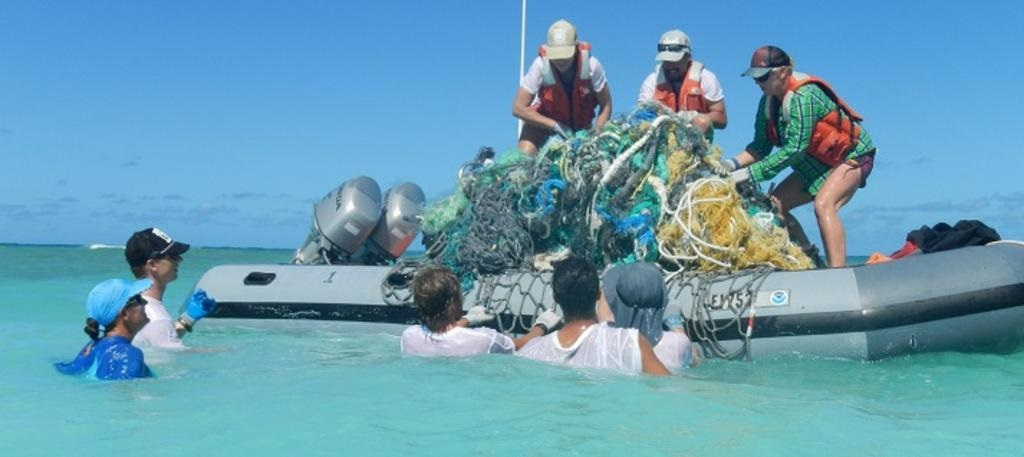
Rimozione dei rifiuti marini nel 2014

L'inquinamento da plastica negli oceani potrebbe essere irreversibile. Una volta che le microplastiche entrano nell'ambiente marino, sono estremamente difficili e costose da rimuovere.
L'organizzazione "The Ocean Cleanup" sta cercando di raccogliere i rifiuti di plastica dagli oceani attraverso delle reti. Ci sono preoccupazioni per il danno ad alcune forme di organismi marini che questa operazione potrebbe comportare, in particolare Neuston .
Al TEDxDelft2012, Boyan Slat ha svelato un'idea per rimuovere grandi quantità di rifiuti marini dai vortici oceanici. Chiamando il suo progetto The Ocean Cleanup, ha proposto di utilizzare le correnti superficiali per consentire ai rifiuti di spostarsi verso le piattaforme di raccolta. I costi operativi sarebbero relativamente modesti e l'operazione sarebbe così efficiente da poter essere persino redditizia. Il concetto si avvale di bracci galleggianti. Questo eviterebbe catture accessorie, raccogliendo anche le particelle più piccole. Secondo i calcoli di Slat, un vortice potrebbe essere ripulito in cinque anni. Ha anche sostenuto "metodi radicali di prevenzione dell'inquinamento da plastica" per impedire la riformazione dei vortici. Nel 2015, il progetto The Ocean Cleanup è stato un vincitore di categoria nei premi Designs of the Year 2015 del Design Museum . Una flotta di 30 navi, tra cui una nave madre di 32 metri (105 piedi), ha preso parte a un viaggio di un mese per determinare la quantità di plastica presente utilizzando reti da traino e rilevamenti aerei.
L'organizzazione "everwave" utilizza speciali barche per la raccolta dei rifiuti nei fiumi e negli estuari per impedire che i rifiuti entrino negli oceani del mondo.
Il progetto di ricerca e sviluppo Ocean Plastic Utilization Ships System (OPUSS) mira a rendere il processo di pulizia degli oceani commercialmente realistico nel tempo, efficiente dal punto di vista ambientale e praticabile in generale.

#### Strategia di conversione da plastica a carburante
Il Clean Oceans Project (TCOP) promuove la conversione dei rifiuti di plastica in preziosi combustibili liquidi, tra cui benzina, diesel e cherosene, utilizzando la tecnologia di conversione da plastica a combustibile sviluppata da Blest Co. Ltd., una società giapponese di ingegneria ambientale . TCOP prevede di educare le comunità locali e creare un incentivo finanziario per riciclare la plastica, mantenere pulite le coste e ridurre al minimo i rifiuti di plastica.
Nel 2019, un gruppo di ricerca guidato da scienziati della Washington State University ha trovato un modo per trasformare i rifiuti di plastica in carburante per aerei.
Inoltre, la società "Recycling Technologies" ha ideato un semplice processo in grado di convertire i rifiuti di plastica in un olio chiamato Plaxx. L'azienda è guidata da un team di ingegneri dell'università di Warwick.
Altre società che lavorano su un sistema per convertire i rifiuti di plastica in carburante includono GRT Group e OMV.

## Storia
L'inquinamento da plastica è stato trovato per la prima volta nei vortici centrali, o correnti oceaniche rotanti in cui queste osservazioni dal Mar dei Sargassi sono state incluse nel Journal Science del 1972. Nel 1986, un gruppo di studenti universitari ha condotto una ricerca registrando la quantità di plastica che hanno incontrato sulla loro nave durante il viaggio attraverso l'Oceano Atlantico. La loro ricerca li ha portati a raccogliere dati utili ea lungo termine sulla plastica nell'Oceano Atlantico insieme a Charles Moore che è stato in grado di scoprire il Great Pacific Garbage Patch. Inoltre, la ricerca degli studenti universitari ha contribuito a portare all'invenzione del termine "microplastiche".
Il termine "plastic soup" (zuppa di plastica) è stato coniato da Charles J. Moore nel 1997, dopo aver trovato macchie di inquinamento da plastica nel North Pacific Gyre tra le Hawaii e la California . Questo Great Pacific Garbage Patch era stato precedentemente descritto nel 1988 da scienziati che usarono il termine neuston plastic per descrivere "la frazione dimensionale dei rifiuti di plastica catturati nelle reti progettate per catturare il plancton superficiale".